# Districtul Ntungamo
Districtul Ntungamo este una dintre cele 80 unități administrativ-teritoriale de gradul I ale Ugandei.